# 510国道
510国道（或“国道510线”、“G510线”），也称围场－察哈尔右翼后旗公路，是在中国的一条国道，起点为河北省赤峰市围场满族蒙古族自治县牌楼乡，终点为内蒙古自治区察哈尔右翼后旗的国道，途经多伦、正蓝旗、正镶白旗、康保、化德、商都。